# Lake Torpedo Boat Company
La Lake Torpedo Boat Company de Bridgeport, dans le Connecticut, fut l'un des premiers constructeurs de sous-marins pour la marine américaine au début du XXe siècle.

## Histoire

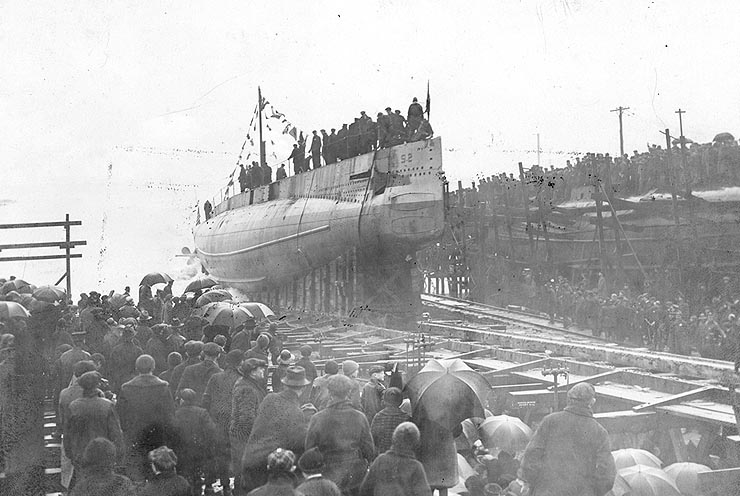
Lancement du of USS S-2 le 15 février 1919.

Fondée par Simon Lake en 1901, la société est située à l'extrémité est de Seaview Avenue à Bridgeport, dans le Connecticut. La plupart des sous-marins achevés par la société Lake Torpedo Boat sont achevés de 1918 à 1922.
L'entreprise est en concurrence avec l'Electric Boat Company jusqu'à ce que des difficultés financières entraînent la disparition de l'entreprise en 1924. La marine cesse d'attribuer des contrats à Lake peu de temps avant cette date, en partie parce que l'USS S-2 (SS-106), prototype des futurs sous-marins de la classe S, n'a pas été retenue pour une production en série. Seuls neuf S-boots ont été construits par Lake. De plus, le chantier n'était pas physiquement en mesure de construire les grands croiseurs sous-marins alors envisagés, tels que USS Argonaut (SM-1). Les limites du traité naval de Washington sur les sous-marins ont également été un facteur majeur. À l'époque, la marine souhaitait concentrer la construction de sous-marins à Navy Yards, en particulier à Portsmouth Navy Yard à Kittery, dans le Maine.
La société achève 26 sous-marins pour la marine américaine, conçoit deux sous-marins de la marine américaine qui seront construits dans d'autres chantiers et construit plusieurs autres sous-marins à usage civil ou qui ne seront pas retenus par la marine. Certains des sous-marins construits par Lake pour la marine comprennent plusieurs sous-marins de la classe G, de la classe L, de la classe N, de la classe O et de la classe R. La société a conçu les sous-marins de la classe Osetr pour la marine impériale russe. Les sous-marins de la classe Kaïman ont également été conçus pour la Russie.

### Lectures complémentaires
- Gary E. Weir, Building American Submarines, 1914-1940, Honolulu, University Press of the Pacific, 2000 (ISBN 0-89875-066-0, lire en ligne)